# ТЕС Феррара (Endesa)
ТЕС Ферра́ра (Endesa) — теплова електростанція на півночі Італії у регіоні Емілія-Романья, провінція Феррара. Споруджена з використанням технології комбінованого парогазового циклу.
Введена в експлуатацію у 1993 році, станція має один енергоблок потужністю 150 МВт. У ньому встановлені дві газові турбіни потужністю по 50 МВт, які через котли-утилізатори живлять одну парову турбіну з показником 50 МВт. Окрім виробництва електроенергії станція може постачати теплову енергію сусідньому нафтохімічному виробництву компанії EniChem.
Як паливо станція використовує природний газ.
Проект реалізували через компанію Centro Energia Ferrara, головним власником якої у 2006-му стала іспанська Endesa.